# Stazione di Giarole
Stazione di Giarole vasútállomás Olaszországban, Giarole településen.

## Vasútvonalak
Az állomást az alábbi vasútvonalak érintik:
- Chivasso–Alessandria-vasútvonal

## Kapcsolódó állomások
A vasútállomáshoz az alábbi állomások vannak a legközelebb:
- Stazione di Borgo San Martino